# Spirit of Ecstasy
„Духът на екстаза“ е името на украшение на капака на колите „Ролс-Ройс“. То е във формата на жена, наклонена напред, с разперени ръце назад. Вълниста дреха, която лети от ръцете към гърба ѝ, напомня крила. Първоначално била наречена „Духът на скоростта“.
Първо била използвана на 6 февруари 1911 г. и била проектирана от Чарлз Сикс, а вероятно моделът е бил Елеонор Веласко Торнтън. Торнтън била секретарка и любовница на Джон Уолтър Едуард Дъглас-Скот-Монтагу, втори барон Монтагу на Болио, приятел на Сикс и ранен автомобилен любител, който поръчал първата статуетка за собствения си Ролс Ройс. Клод Джонсън от „Ролс Ройс“ описва как Сикс е търсел образа на „духа на екстаза“, като е избрал пътуването по пътя като свое любимо занимание... „тя изразява страстната си наслада с разперените си ръце, а погледа ѝ е фиксиран в далечината.“ До 1914 г. статуетките са от сребърни пластини, а в днешно време се правят от сплав от никел.

## История
През 190 г. пр. Хр. колосална мраморна статуя на Нике, богинята на победата, била посветена в Кабирското светилище на остров Самотраки, в Егейско море. Приписана на Питокрит, фигурата стояла на носа на варовикова военна галера, построена в скален басейн. С нейните гъвкаво разперени крила, високо вдигната глава и прозрачна рокля, драпирана на драматични водовъртежи, Нике изглеждала така, като че ли е слязла на кораба мигове по-рано, за да подтикне родоския флот да напредне триумфално срещу покварения враг.
Повече от 2000 години по-късно Нике от Самотраки е едно от съкровищата на Лувъра в Париж. По време на оскверняването на изкуството и архитектурата на древна Гърция, торсът ѝ е натрошен на повече от 100 фрагмента, имащи нужда от търпелива реставрация. Дясната и лявата ѝ ръце липсвали, както главата на фигурата. Въпреки това статуята била внушителна гледка, когато е сложена на „Daru staircase“ през 1883 г.
Сред тези, които благоговеели пред начина, по който скулпторът на Нике е дал на фигурата впечатление за величие и триумфиращо движение, бил и първият административен директор на „Ролс-Ройс Лимитид“, Клод Гудман Джонсън. Човек, надарен с чувствителна природа, както и със страшна бизнес проницателност и ръководителство, Джонсън търсел убежище от напрежението в компанията, посещавайки музеи и галерии на изкуството. Честите му посещения в Париж му дали много възможности да задоволи интереса към изкуствата и да прекара няколко часа в тихите галерии на Лувъра. Когато, някъде през 1910 г., Джонсън възложил на Чарлз Сикс да създаде специален талисман за радиатора за моторните коли на „Ролс Ройс“, той вече имал в ума си картина на вида украшение, който трябва да имат колите.
„Искам нещо красиво, като Нике“ – казал той – „Върви и я погледни“.
Чарлз скоро разбрал, че Нике е твърде величествена и властна, за да служи като образец на талисман на „Ролс Ройс“. Джонсън бил твърде очарован от уравновесеността на статуята и плаващите ѝ драперии, за да оцени това. Но Чарлз, който често пътувал в колите „Silver Ghost“ („Сребърен Дух“), притежавани от покровителят му Джон Монтагу, втори барон Монтагу на Болио, знаел, че по-деликатна, подобна на силфида фигура по-добре ще изрази грацията, тишината и фината мощ на марката.
Скоро след като завършил работата си по каталога за 1910/1911 г., Чарлз се впуснал в най-известната задача в кариерата си: създаването на „Духът на Екстаза“. Това е станал един най-известните легендарни епизоди в историята на марката „Ролс Ройс“, основната история е, че идеята да извае деликатна, подобна на фея богиня, дошла на Чарлз, докато той пътувал в един от „Сребърните Духове“; и че Елеонор Торнтън била модела му.
Няма съмнение, че в историята за пътуването на Чалрз в „Сребърния Дух“ на Монтагу има известна истина. Към края на първото десетилетие на ХХ век, когато Клод Джонсън решил, че му трябва талисман, Чарлз се е наслаждавал на много пътувания в колите на Монтагу. За съдбоносното пътуване, което го вдъхновило за талисмана, се казва, че е било направено в южна Франция, но доколкото се знае днес, Чарлз никога не е придружавал Монтагу във Франция. Пътят от Лондон до Болио вероятно е мястото, където по думите на Джо Сайк, Чарлз бил „много впечатлен от плавността и скоростта на колата и се представил, че даже такова деликатно нещо като фея би могло да стои на капака, без да загуби равновесие.“
Въпреки че отхвърлил идеята на Клод Джонсън за подобна на Нике фигура, гръцката митология не била далече от ума на Чарлз и той скицирал и моделирал различни идеи за талисмана. Той имал голяма практика в рисуването на крилати богини за дамско бельо и в скулптирането на голи женски фигури. По тази причина той нямал никаква трудност да създаде фигурката, която имал в ума си, въпреки че му трябвали услугите на модел, за да му помогне да усъвършенства детайлите в позата на талисмана. Джо Сикс си спомня Елеонор Торнтън като силна, енергична, величествена жена – подобна на Нике в много отношения – а не свободната деликатна форма, въплътена в „Духа на Екстаза“. Така че въпреки че Елеонор вероятно позирала със специалната цел да помогне на Чарлз да развие дизайна на талисмана, в завършената му форма няма нейна фигура или на друг реален човек.
Резултатът, както знаем, бил „The Spirit of Ecstasy“ („Духът на екстаза“) или „Летящата Лейди“. Въпреки че приликата с Нике е бегла, крилатата богиня на Победата от Самотраки породила идея, от която била развита в най-отличителния талисман на моторна кола.
Разбира се, било напълно подходящо, че богиня слиза на фронтона на гръцката фасада на радиатора на Ролс Ройс. Статуетката и радиаторът дали на „Сребърния Дух“ и наследниците му отличителен образ, който никой друг производител на коли не бил в състояние да се съревновава. Наистина, двете неща се допълват толкова съвършено, че радиатор на Ролс Ройс, без своя „Дух на Екстаза“ изглежда оголен. Въпреки че много години са минали, откакто Чарлз Сикс постигнал постоянна слава със създаването на „най-добрия талисман в света“, историята на „Летящата Лейди“ продължава да очарова почитателите на моторната кола Ролс Ройс.